# 目黑萌繪

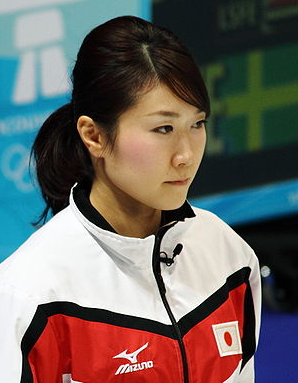
2010年

目黑萌繪（1984年11月20日—），出生於日本北海道空知郡南富良野町，日本女子冰壺運動員，身高162cm，體重49kg，左撇子，血型為B型，社團法人日本冰壺協會（JCA）重點強化選手。畢業於弘前大學人文學系，目前隸屬於陸奥銀行，同時也是Team青森的頭號選手。

## 生涯簡介
- 小學3年級時開始參與冰壺運動，4年級時開始正式參賽。同時期受到寺田櫻子的誘導下，與兩位姐姐一同在自家的溫室中練習。
- 2002年2月的日本冰壺錦標賽中曾經擊敗當時的鹽湖城冬季奧運會日本女子冰壺代表隊，最終在該屆賽事中名列第四。
- 在高中畢業後決定出路期間，受到當時在青森市當臨時工的小野寺步（現名小笠原步）「一起組成都靈冬季奧運會代表隊吧」的誘導，因而決定在青森縣內攻讀大學。
- 2003年入讀弘前大學，同年4月與小野寺步、林弓枝及同樣受小野寺步誘導下在青森縣內攻讀大學的寺田櫻子一同組成「Fortis」（其後更名Team青森），目黑成為了主將。
- 2005年曾經因為跌倒造成腳部骨折，一度休養。在復出後參與都靈冬季奧運會日本女子冰壺代表隊選拔賽，結果獲勝，成功首次參加奧運會。
- 2006年都靈冬季奧運會女子冰壺比賽中首次亮相奧運賽場，最終日本代表隊名列第七。
- 2007年世界大學生冬季運動會獲得第三名，同年舉行的世錦賽獲得第八名。
- 2008年大學畢業後加盟陸奥銀行，3月舉行的世錦賽中獲得第四名。
- 2009年的溫哥華冬季奧運會日本女子冰壺代表隊選拔賽再度獲勝，再度獲得奧運參賽資格；目黑再度成為日本女子冰壺代表隊的主將。
- 本身也參與賽艇運動，其積極參與程度不亞於冰壺。

## 重要戰績
- 奧運會
  - 2006年（意大利都靈）：第七名
  - 2010年（加拿大溫哥華）：第八名
- 冰壺世錦賽
  - 2007年：第八名
  - 2008年：第四名
- 獲得獎項
  - 2006年 - 獨立行政法人日本學生支援機構（JASSO）優秀學生顯彰事業大獎

## 外部連結
- MOE BLOG - 目黑萌繪官方部落格 （页面存档备份，存于）
- BS-I - 有關Team青森的電視節目內容